# 第120親衛砲兵旅団 (ロシア陸軍)
第120親衛砲兵旅団（だい120しんえいほうへいりょだん、ロシア語: 120-я гвардейская артиллерийская бригада）とは、ロシア陸軍の旅団。部隊番号59361。

## 歴史
- 1998年：第41諸兵科連合軍の編成に合わせて創設された[1]。

## 駐屯場所
ケメロヴォ州のユルガに駐屯しており、第74独立自動車化狙撃旅団と同じ場所に駐屯している。